# Herman Epstein
Herman Epstein (ur. 1806 w Warszawie, zm. 25 października 1867 tamże) – warszawski bankier i przedsiębiorca pochodzenia żydowskiego.

## Życiorys
Był synem Jakuba, kupca i filantropa, bratem Adama, Jana i Józefa. Niewiele wiadomo o jego wczesnych latach, najprawdopodobniej odbył praktykę bankowości w Niemczech u Rotszyldów, na co wskazują jego późniejsze powiązania z tym domem. W wieku lat 30 objął wysokie stanowisko administratora ceł Kongresówki i dyrektora loterii klasowej. W latach 40. XIX wieku loteria została przejęta przez rząd i Epstein skierował swe zainteresowania ku przemysłowi, zakładając pierwszą w Kongresówce nowoczesną cukrownię Hermanów koło Sochaczewa. W 1841 został radcą handlowym. Był dziedzicem dóbr Gaj i Paprotnia.
Od lat 50. XIX wieku Epstein działał jako prezes Rady dwóch ważnych linii kolejowych, Kolei Warszawsko-Wiedeńskiej i Warszawsko-Bydgoskiej. W roku 1857 Kolej Warszawsko-Wiedeńska znalazła się w kłopotach finansowych i rząd wydzierżawił ją prywatnemu konsorcjum, na czele którego stał Epstein. Dzięki jego powiązaniom z potężnymi Rotszyldami konsorcjum uzyskało poważne kredyty i obie linie kolejowe zostały uratowane przed upadłością. W 1855 został członkiem Rady Przemysłowej.
Epstein zdobył także zasługi jako filantrop, od 1850 był członkiem Rady Opiekuńczej Zakładów Dobroczynnych w Królestwie i wspierał, idąc śladami ojca Jakuba, różne instytucje dobroczynne niezależnie od ich konfesji religijnej.
Posiadał od 1840 (dziś nieistniejący, na jego miejscu stoi gmach Sądu Najwyższego) dawny pałac Badenich przy placu Krasińskich w Warszawie, gdzie przyjmował śmietankę warszawskiej socjety z kół politycznych, finansowych, arystokratycznych i artystycznych. W 1863 został odznaczony wysokim carskim orderem św. Włodzimierza, po czym jego synowie otrzymali w rok po jego śmierci dziedziczne szlachectwo Imperium Rosyjskiego. Był również kawalerem Orderu Świętego Stanisława III klasy.
Herman Epstein poślubił w 1830 Eleonorę Glücksberg (córkę Natana Glücksberga) ze znanej warszawskiej rodziny wydawców pochodzenia żydowskiego. Miał z nią czworo dzieci: Mikołaja Stanisława (1831-1902, powstańca styczniowego, sybiraka), Mieczysława (1833-1914, bankiera i przemysłowca), Leona (1834-1903, bankiera) i Marię (1836-1881).
Herman Epstein został pochowany na cmentarzu żydowskim przy ulicy Okopowej w Warszawie, lecz jego nagrobek nie zachował się.